# Mechtshausen
Mechtshausen is een klein dorp in de Duitse gemeente Seesen, deelstaat Nedersaksen, en telde, volgens gegevens van de Landkreis Goslar op 30 juni 2018 in totaal 2.719 inwoners.
Mechtshausen is met name bekend als het dorp, waar de beroemde tekenaar en cartoonist Wilhelm Busch zijn laatste levensjaren doorbracht en overleed. Busch ligt er ook begraven. Het huis, waar Busch bij een neef van hem inwoonde en stierf, in Busch' tijd de pastorie, is een bescheiden, aan hem gewijd museum.  

## Ligging

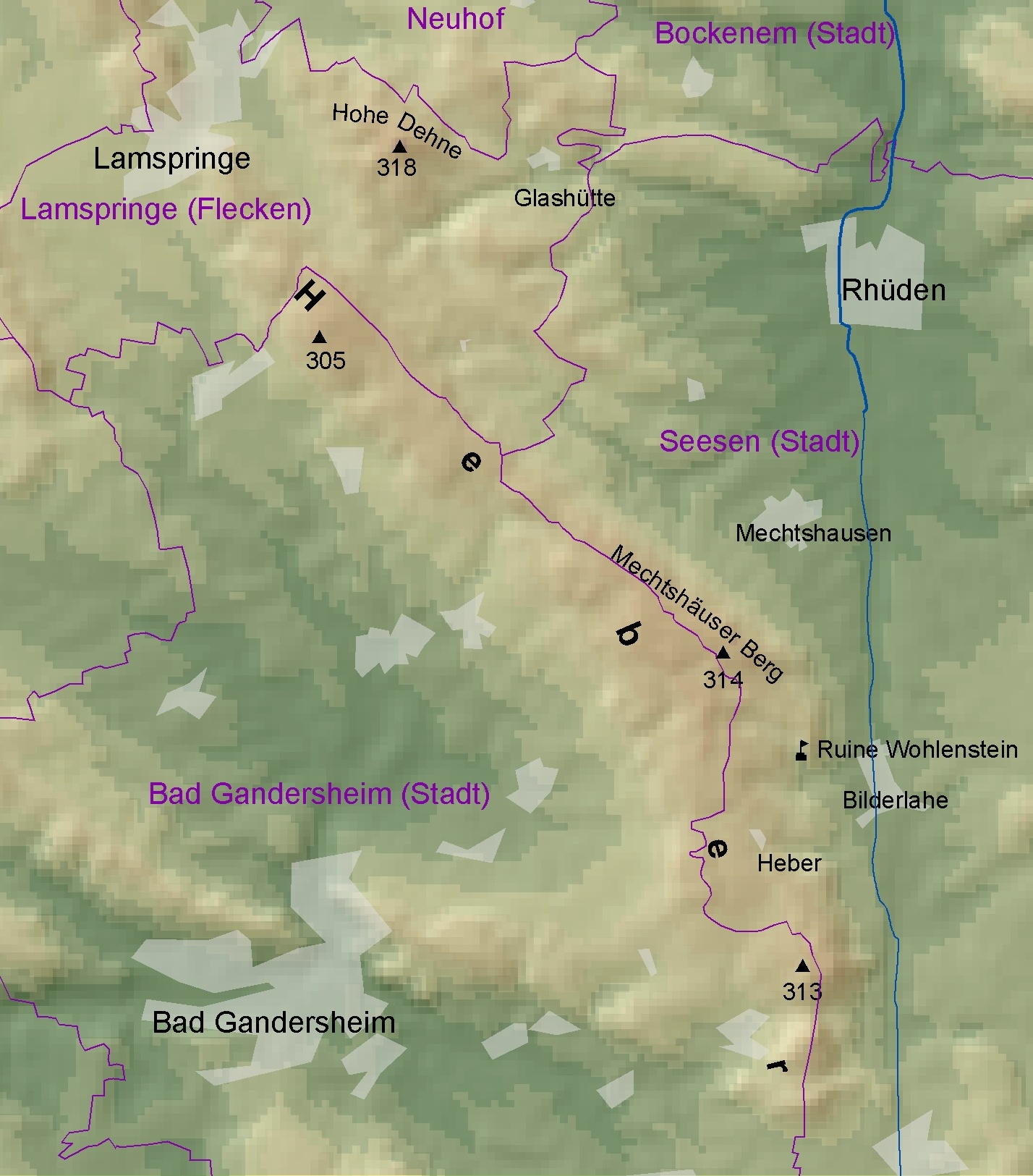
De heuvelrug Heber

Mechtshausen is van origine een door akkers en weiden omringd boerendorpje.
Ten westen van Mechtshausen ligt de beboste heuvelrug Heber, en iets verderop de plaats Lamspringe. Het dorp ligt aan een zijweggetje van een provinciale, langs het riviertje de Nette in noord-zuidrichting lopende weg van Rhüden naar Bilderlahe. Mechtshausen ligt ongeveer 3 km ten zuidwesten van Rhüden.
De hoofdplaats van de gemeente, het stadje Seesen, ligt 8 km ten zuiden van Rhüden. Direct ten oosten van Seesen ligt het Harzgebergte.

## Infrastructuur
Het dal van de Nette en haar zijbeken is van oudsher een verkeersroute. Direct ten noordoosten van Rhüden ligt een verkeersknooppunt Engelade. Hier bevindt zich afrit 66 Rhüden van de Autobahn A7. Deze kruist de B82  die oostwaarts naar Goslar loopt. Te Rhüden komt de B82 uit op de B243 Hildesheim- Seesen - Herzberg am Harz.
De dichtstbijzijnde bushalte bevindt zich te Rhüden.

## Geschiedenis

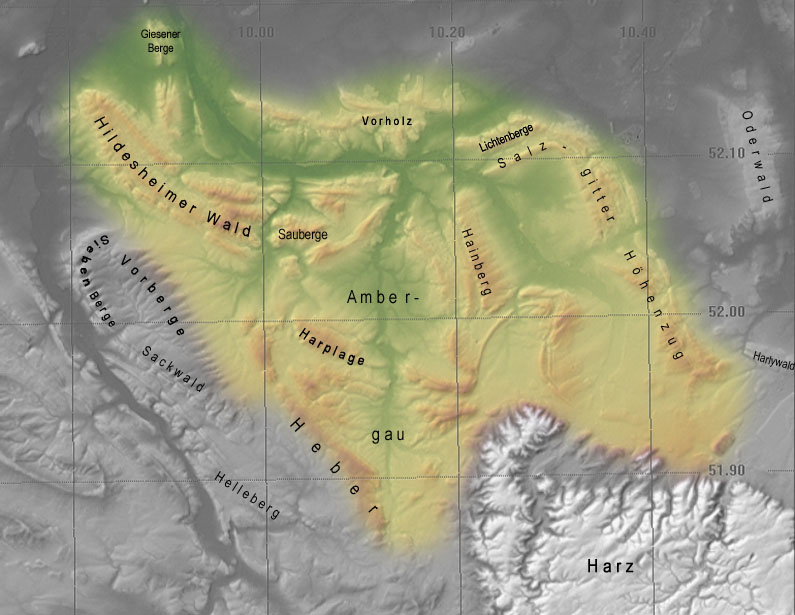
Ligging van de Ambergau en haar omgeving

Mechtshausen ligt in het zuiden van een oude landstreek Ambergau, die tegenwoordig vooral de noordelijke buurgemeente Bockenem omvat. 
Het lag in dat deel van deze gouw, die van de middeleeuwen tot de 18e eeuw deel uitmaakte van het Prinsbisdom Hildesheim. Belangrijke historische gebeurtenissen zijn verder niet overgeleverd.

## Afbeeldingen

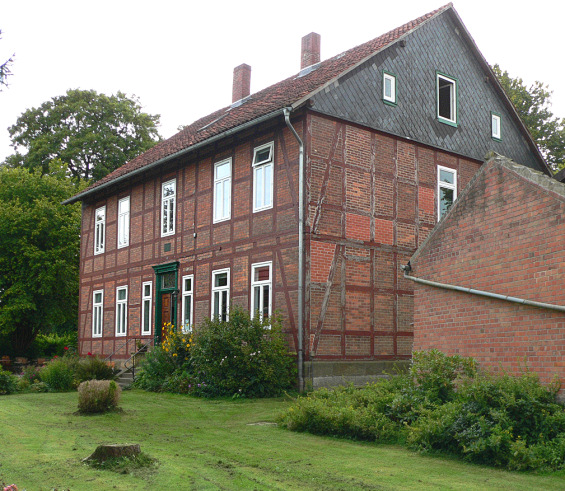
Wilhelm-Busch-Haus
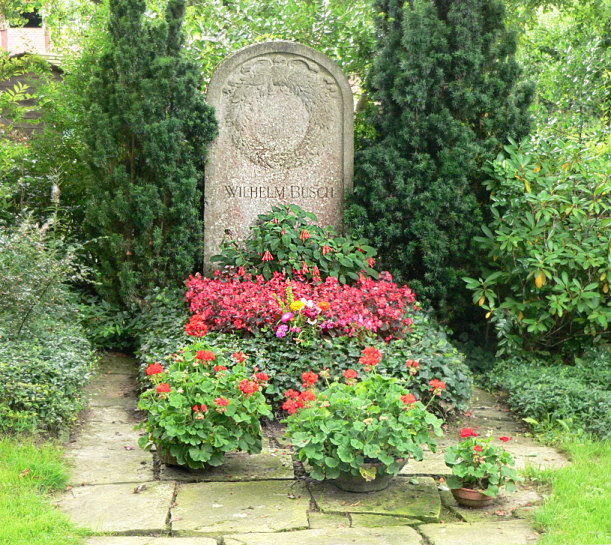
Graf van Wilhelm Busch